# Clean (película de 2021)
Clean es una película de suspenso y acción estadounidense de 2021 dirigida por Paul Solet y protagonizada por Adrien Brody, quien también produjo y escribió la película.

## Sinopsis
Clean es un recolector de basura. Está preocupado por un pasado violento y la pérdida de su hija. Cuando un percance lo convierte en el objetivo de un jefe criminal, Clean se ve obligado a aceptar su pasado.

## Reparto
- Adrien Brody como Clean
- Glenn Fleshler como Michael
- Richie Merritt como Mikey
- Chandler DuPont como Dianda
- Mykelti Williamson[2] como Travis
- RZA[2] como Pawn Shop Kurt
- Michelle Wilson como Ethel
- Jade Yorker como Dante
- John Bianco como Frank
- Gerard Cordero como Vic

## Estreno
La película se estrenó en el Festival de Cine de Tribeca el 19 de junio de 2021.
El 1 de septiembre de 2021, se anunció que IFC Films adquirió los derechos de distribución de la película en América del Norte. Se estrenó en los cines el 28 de enero de 2022.